# Vall de Noto
Vall de Noto és una àrea geogràfica de sud-est de Sicília dominat per l'altiplà de pedra calcària altiplà d'Iblea. Històricament, era una de les tres valls de Sicília.
Està inscrit a la llista del Patrimoni de la Humanitat de la UNESCO des del 2002.